# Hermann Müller (Politiker, 1890)

Hermann Müller

Hermann Willy Fritz Müller (* 23. Januar 1890 in Langenweddingen; † 7. Oktober 1970 in Ibbenbüren) war ein deutscher Politiker (NSDAP).

## Leben und Wirken
Nach dem Besuch der Volksschule in Langenweddingen und der Kunstgewerbeschule in Magdeburg arbeitete Müller als Steinmetz. Von 1914 bis 1918 nahm er mit dem Infanterie-Regiment Nr. 26 beziehungsweise als Flugzeugführer in der Beobachterschule in Stolp am Ersten Weltkrieg teil, in dem er viermal verwundet und mit dem Eisernen Kreuz beider Klassen ausgezeichnet wurde. 1919 machte er sich als Steinmetz in Langenweddingen selbstständig.
Zum 12. August 1925 trat Müller in die NSDAP ein (Mitgliedsnummer 13.732). Von 1925 bis 1931 amtierte er als Ortsgruppenleiter der NSDAP in Langenweddingen, von 1929 bis 1945 als Kreisleiter im Landkreis Wanzleben. Von März 1933 bis zum April 1938 saß Müller als Abgeordneter im Reichstag, in dem er den Wahlkreis 10 (Magdeburg) vertrat. Als Abgeordneter stimmte er unter anderem für das von der Regierung Hitler eingebrachte Ermächtigungsgesetz vom 24. März 1933, das die juristische Grundlage für die Errichtung der NS-Diktatur bildete.